# 7127 Stifter
7127 Stifter (1991 RD3) là một tiểu hành tinh vành đai chính được phát hiện ngày 9 tháng 9 năm 1991 bởi F. Borngen ở Tautenburg.